# Хижняк, Василий Адамович
Хижняк Василий Адамович (23 февраля 1912 года, Куликовка, ныне Каменского района Черкасской области — 18 января 1995 года) — участник Великой Отечественной войны, полный кавалер ордена Славы.
Родился в семье крестьянина. Украинец. Окончил 6 классов. Работал на шахте в г. Краснодон Ворошиловград, (ныне Луганской) обл. В Красной Армии с 1934 года. Участник советско-финской войны 1939-40 гг. В боях Великой Отечественной войны с июля 1941 г. Член ВКП(б) с марта 1945 года.
Разведчик взвода пешей разведки 441-го стрелкового полка 116-й стрелковой дивизии 52-й армии 2-го Украинского фронта ефрейтор Хижняк 21.8.1944г., будучи в разведке в районе г. Яссы (Румыния), установил расположение нескольких пулеметных точек противника, которые впоследствии были уничтожены. Возвращаясь в часть, Хижняк и его товарищи гранатами подавили пулемет, взяли в плен 6 солдат и в качестве трофея радиоустановку.
6.9.1944 г. приказом дивизии № 031/н награждён орденом Славы 3 степени.
18.02.1945 г. командир отделения взвода пешей разведки младший сержант Хижняк с разведчиками, находившимися в поиске в районе населенного пункта Фрайвальдау (северо-восточнее г. Роттенбург, Германия), попали под пулеметный огонь. Хижняк, подобравшись к пулемету, из автомата с близкого расстояния расстрелял его расчет. Когда противник окружил отделение, Хижняк умело организовал прорыв кольца. Разведчики уничтожили при этом пулемет и более 10 пехотинцев.
31.3.1945 г. приказом 52-й армии № 091 награждён орденом Славы 2 степени.
Помощник командира взвода пешей разведки того же полка младший сержант Хижняк 24.4.1945 г. близ населенного пункта Кана (северо-восточнее г. Бауцен, Германия), поднявшись первым в атаку, увлек за собой разведчиков, гранатой подавил пулеметным огнём из автомата истребил 4 гитлеровцев.
27.6.1945 г. награждён орденом Славы 1 степени.
В 1945 году старшина Хижняк демобилизован. Жил в городе Смела Черкасский области.
Также награждён орденом Отечественной войны 1 степени, медалями. Умер 18.01.1995 г.